# Gmina Mollas (okręg Kolonja)
Gmina Mollas (alb. Komuna Mollas) – gmina położona w południowo-wschodniej części Albanii. Administracyjnie należy do okręgu Kolonja w obwodzie Korcza. W 2011 roku populacja gminy wynosiła 1 520 osób, 745 kobiety oraz 755 mężczyzn, z czego Albańczycy stanowili ponad 88,8% mieszkańców. Gmina graniczy z Grecją i leży w północnym Pindos.
W skład gminy wchodzi czternaście miejscowości: Bezhani, Blushi, Boshanji, Butka, Helmësi, Kozeli, Mileci, Mollasi, Pepellashi, Qafzezi, Qinami, Skorovoti, Shtika, Vodica.